# Cuspidaria inaequalis
Cuspidaria inaequalis là một loài thực vật có hoa trong họ Chùm ớt. Loài này được (DC. ex Splitg.) L.G.Lohmann mô tả khoa học đầu tiên năm 2008.